# Paulina World Tour
El Paulina World Tour fue la primera gira de conciertos, luego de 4 años de ausencia de la cantante Paulina Rubio, que visitó México, Europa y Latinoamérica.
Rubio recorrió diferentes países tales como; México, Estados Unidos, España, Italia, Venezuela, así mismo se presentó en diferentes festivales. Entre los más destacados son: AcaFest, Festival Son Latinos 2001, Festival bar 2001.

## Fechas
| Día                      | Ciudad           | País          | Recinto                              |
| Latinoamérica            | Latinoamérica    | Latinoamérica | Latinoamérica                        |
| ------------------------ | ---------------- | ------------- | ------------------------------------ |
| 23 de febrero de 2001    | Ciudad de México | México        | Auditorio Nacional                   |
| 25 de marzo de 2001      | Tampico          | México        | Terrenos de la Feria                 |
| 30 de marzo de 2001      | Managua          | Nicaragua     | Estadio Nacional Dennis Martínez     |
| 1 de abril de 2001       | Panamá           | Panamá        | Teatro Anayansi                      |
| 2 de abril de 2001       | San José         | Costa Rica    | Palacio de los deportes              |
| 22 de abril de 2001      | Aguascalientes   | México        | Feria Nacional de San Marcos         |
| 5 de mayo de 2001        | Mérida           | México        | Teatro del Pueblo                    |
| 24 de mayo de 2001       | Acapulco         | México        | Festival Acapulco                    |
| 1 de junio de 2001       | Ciudad de México | México        | Auditorio Nacional                   |
| 3 de junio de 2001       | Ciudad de México | México        | Auditorio Nacional                   |
| 8 de agosto de 2001      | San Juan         | Puerto Rico   | Centro de Bellas Artes Luis A. Ferré |
| 9 de agosto de 2001      | San Juan         | Puerto Rico   | Centro de Bellas Artes Luis A. Ferré |
| Europa                   |                  |               |                                      |
| 25 de agosto de 2001     | Tenerife         | España        | Costa Adehe Golf                     |
| 8 de septiembre de 2001  | Verona           | Italia        | Festivalbar                          |
| 12 de septiembre de 2001 | Verona           | Italia        | Arena de Verona                      |
| 20 de septiembre de 2001 | Madrid           | España        | Las Ventas                           |
| 25 de septiembre de 2001 | Barcelona        | España        | Palau dels Esports                   |
| 27 de septiembre de 2001 | Zaragoza         | España        | Pabellón San Felipe                  |
| 28 de septiembre de 2001 | Vitoria          | España        | Fernando Buesa Arena                 |
| 2 de octubre de 2001     | Valencia         | España        | Plaza de Toros de Valencia           |
| Latinoamérica            |                  |               |                                      |
| 21 de febrero de 2002    | Viña del Mar     | Chile         | Anfiteatro de la Quinta Vergara      |
| 15 de marzo de 2002      | Caracas          | Venezuela     | Caracas Pop Festival                 |

- Datos: Q60968663